# Chrysobothris lixa
Chrysobothris lixa är en skalbaggsart som beskrevs av Horn 1886. Chrysobothris lixa ingår i släktet Chrysobothris och familjen praktbaggar. Inga underarter finns listade i Catalogue of Life.